# Tim Kubart
Tim Kubart, född 25 juli 1984, är en amerikansk skådespelare och musiker.
2016 vann Kubart en Grammy Award för bästa barnalbum, för albumet Home.
Kubart är känd som programledare för det amerikanska tv-programmet Sunny Side Up, som haft med Michelle Obama som gäst.
Kubart är även känd som Tambourine Guy, där han är långtida medlem i musikkollektivet Postmodern Jukebox.
Som skådespelare har han, förutom några olika tv-serier, skådespelat i kortfilmer.